# Terlan
Terlan (italià Terlano) és un municipi italià, dins de la província autònoma de Tirol del Sud. És un dels municipis del districte d'Überetsch-Unterland. L'any 2007 tenia 4.040 habitants. Comprèn les fraccions de Siebeneich (Settequerce) i Vilpian (Vilpiano). Limita amb els municipis de Andrian (Andriano), Eppan (Appiano), Bolzano (Bozen), Gargazon (Gargazzone), Mölten (Meltina), Nals (Nalles), i Jenesien (San Genesio Atesino).

## Situació lingüística
| Pertinença lingüística (cens 2001) | 86,62% alemany |
| Pertinença lingüística (cens 2001) | 13,09% italià  |
| Pertinença lingüística (cens 2001) | 0,30% ladí     |

## Administració

Territori comunal

| Període | Identitat   | Partit |
| ------- | ----------- | ------ |
| 2004-   | Klaus Runer | SVP    |